# Skala diatoniczna

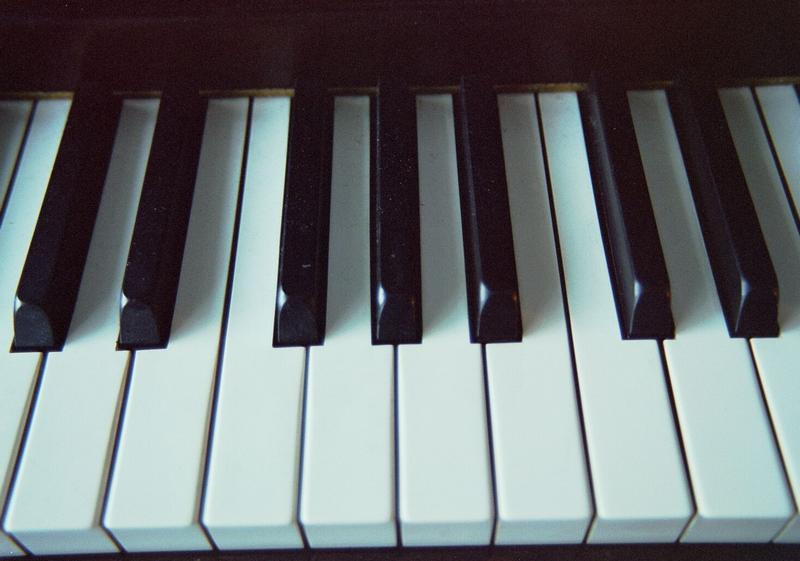
Białe klawisze pianina są zbudowane na podstawie skali diatonicznej.

Skala diatoniczna (gr. διατονικος; diá „poprzez”, tónos „dźwięk”), znana również jako heptatonia prima – skala złożona z siedmiu dźwięków, zawierająca 5 całych tonów oraz 2 półtony:
T – T – PT – T – T – T – PT (skala durowa)
T – PT – T – T – PT – T – T (skala molowa)
W skali diatonicznej odległości pomiędzy dźwiękami oraz zależności funkcyjne wobec dźwięku centralnego są ściśle określone. Skala diatoniczna jest zatem skalą gamowłaściwą, wykorzystującą tylko podstawowy materiał dźwiękowy określonej gamy. 
Istnieje 12 skal diatonicznych durowych i 12 odpowiadających im skal molowych naturalnych.